# Église Saint-Quentin d'Halloy-lès-Pernois
L'église Saint-Quentin d'Halloy-lès-Pernois est située sur le territoire de la commune d'Halloy-lès-Pernois, dans le département de la Somme, à l'est d'Abbeville.

## Historique
La construction de l'église actuelle date du XIXe siècle.

## Caractéristiques

### Extérieur
L'église de style néo-gothique a été construite en brique. La pierre a été utilisée pour les parties saillantes : encadrement des fenêtres, des portails, arcades en haut du clocher. Le clocher-porche se termine par un toit en flèche. L'édifice suit un plan basilical traditionnel avec nef et chœur, sans transept.

### Intérieur
À l'intérieur, l'église conserve un certain nombre d’œuvres d'art protégées par les monuments historiques au titre d'objets :
- une statue d'évêque, en bois polychrome, du XVIe siècle ;
- une statue de saint Quentin assis, en bois polychrome, de 1656 ;
- un autel latéral consacré à saint Joseph peint en blanc et doré, du XVIIIe siècle, avec comme décor, un pélican mystique sur le devant de l'autel et le Bon Pasteur sur le tabernacle ;
- un tableau du XIXe siècle représentant la Vierge à l'Enfant et sainte Anne, inspiré de l'œuvre de Léonard de Vinci[1].

L'église possède, en outre, un orgue de tribune.

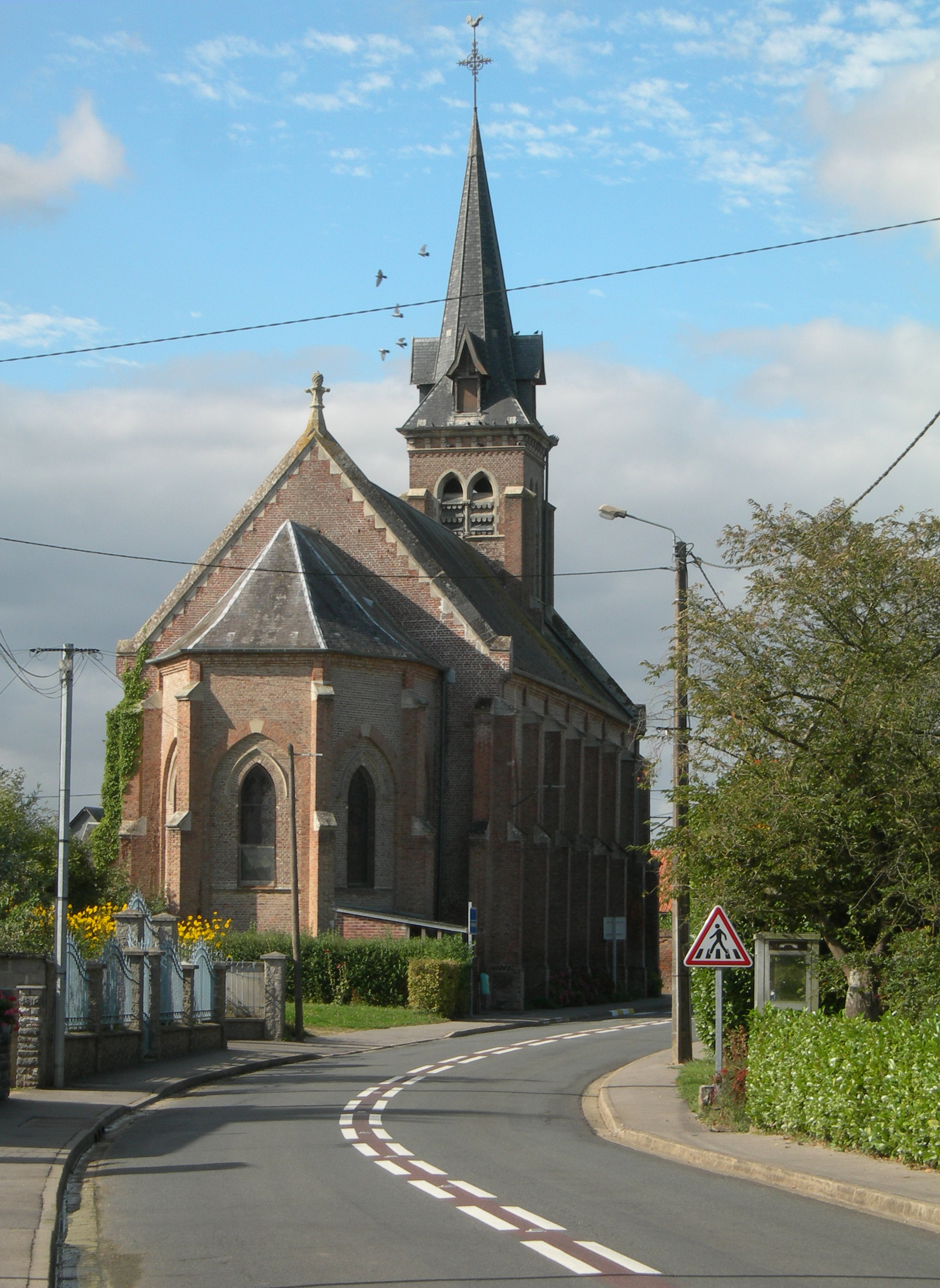
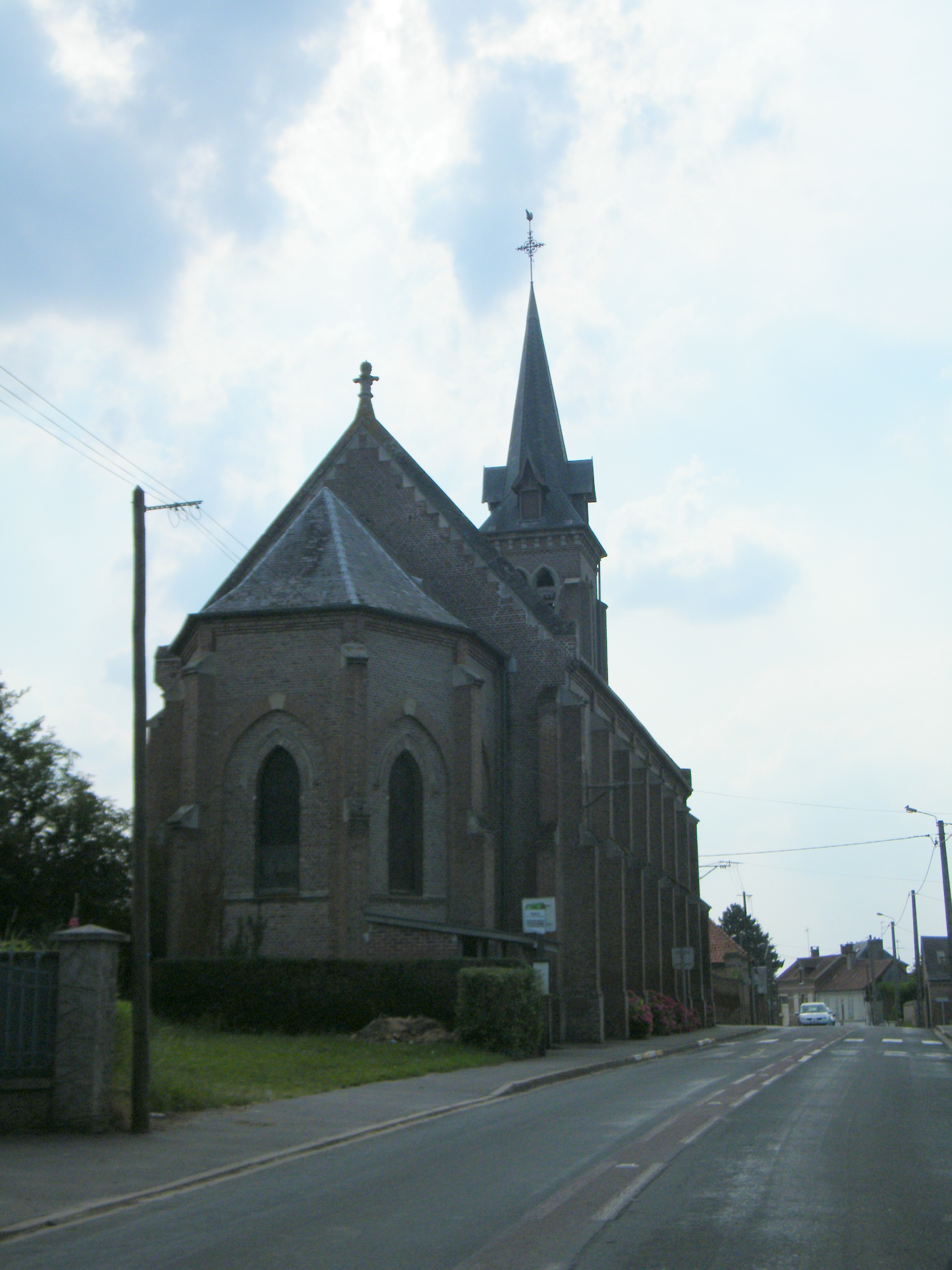
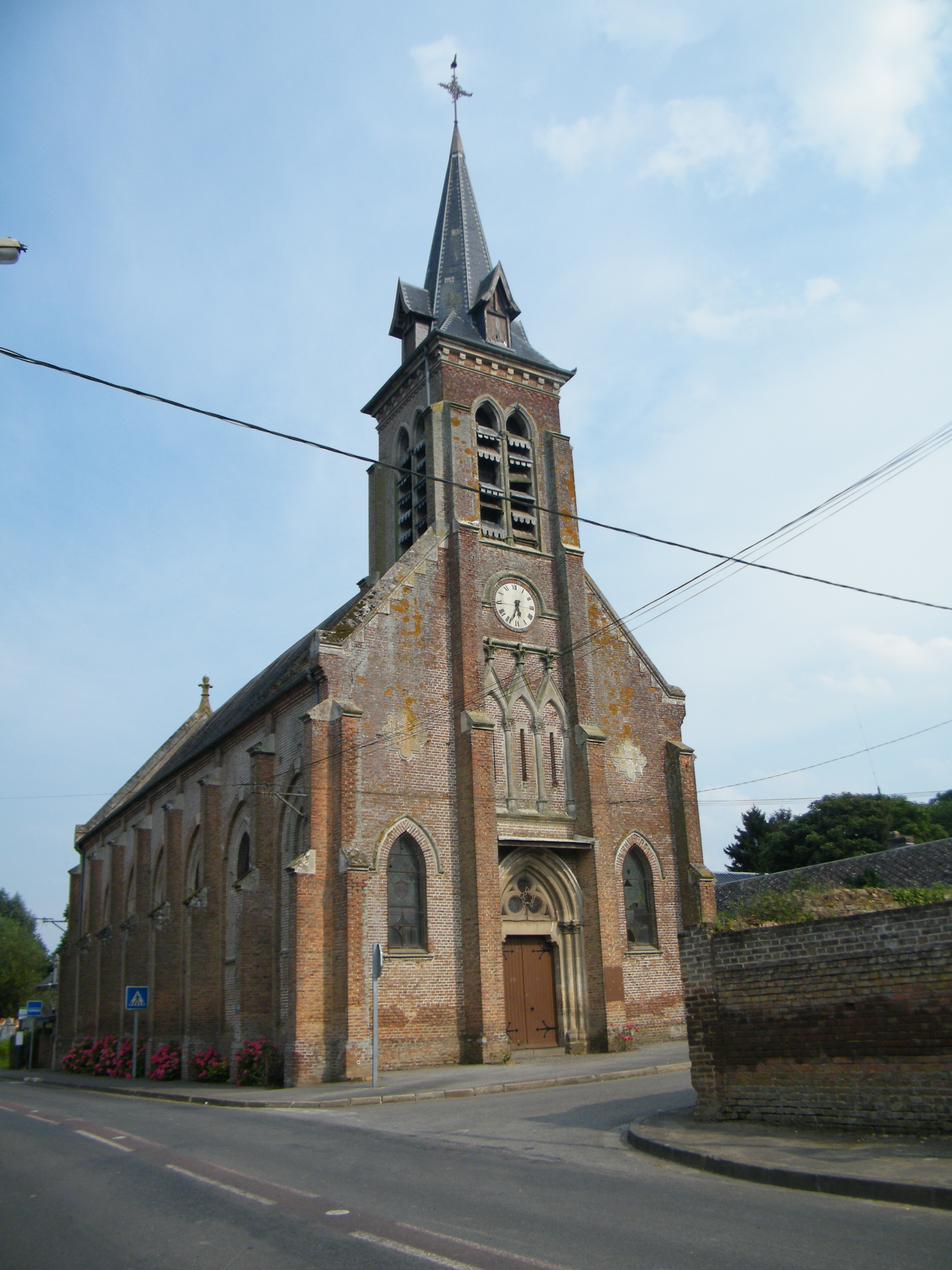